# بقسه والیون
بقسه والیون (به فرانسوی: Bresse Vallons) یک کمون در فرانسه است که در ان (اوورنی-رون-آلپ) واقع شده‌است. بقسه والیون ۲۵٫۹۸ کیلومتر مربع مساحت دارد.